# Zlatko Kranjčar
Zlatko „Cico“ Kranjčar [ˈzlatkɔ ˈkraɲtʃaːr] (* 15. November 1956 in Zagreb; † 1. März 2021 ebenda) war ein jugoslawischer und kroatischer Fußballspieler und -trainer.

## Spielerkarriere

### Verein
Kranjčar spielte während seiner aktiven Laufbahn für drei unterschiedliche Vereine. Seine Karriere begann 1973 bei Dinamo Zagreb, wo er zuvor bereits in den Nachwuchsteams des Vereins spielte. Mit Dinamo konnte Kranjčar 1980 und 1983 den Jugoslawischen Fußballpokal gewinnen. Beim ersten Endspiel von 1980 siegte seine Mannschaft gegen FK Partizan Belgrad, drei Jahre später gegen FK Sarajevo. Zudem war der Angreifer beim ersten Erfolg mit fünf Treffern bester Stürmer im Wettbewerb und konnte auch beim 1:0-Hinspielsieg ein Tor erzielen. Auch in der Rückpartie, die 1:1 endete, war Kranjčar in der Startformation seines Teams. 1982/83 gelangen dem Stürmer sogar acht Tore im nationalen Pokalwettbewerb, wobei er zwei in der Finalbegegnung mit Sarajevo erzielte. Bedeutender als diese beiden Erfolge war jedoch der Gewinn der 1. jugoslawische Fußballliga im Jahre 1982, als man sich gegen FK Roter Stern Belgrad und Hajduk Split durchsetzte.
Kranjčar kam im Jänner 1984 von seinem Stammverein Dinamo Zagreb zum SK Rapid Wien und war ein maßgeblicher Teil der erfolgreichen grün-weißen Auswahl der 1980er-Jahre. 1987 und 1988 gewann er mit dem SK Rapid Wien die nationale Meisterschaft, in den Jahren 1984, 1985 und 1987 den ÖFB-Cup. Einer seiner Höhepunkte war der Einzug in das Finale des Europacups der Pokalsieger 1985. Mit 132 Pflichtspieltoren, die er in 269 Bewerbsspielen für den SK Rapid Wien erzielte, ist er damit bis heute der treffsicherste Legionär in der Vereinsgeschichte des SK Rapid. Darüber hinaus war Kranjčar nach Jonatan Soriano mit 108 erzielten Toren der zweittorgefährlichste Legionär der österreichischen Bundesliga-Geschichte.
Nach sieben Jahren in Wien wechselte Kranjčar 1990 zum VSE St. Pölten und war ab 1991 als Spielertrainer beim SV Wienerfeld tätig. Noch im gleichen Jahr beendete der Offensivspieler seine aktive Karriere.

### Nationalmannschaft
Kranjčar absolvierte für Jugoslawien in den Jahren 1977–1983 elf Länderspiele und schoss drei Tore. Er spielte auch in zwei Länderspielen für Kroatien und erzielte dabei ein Tor. Er war auch der Mannschaftskapitän im ersten Länderspiel Kroatiens gegen die USA am 17. Oktober 1990 in Zagreb.

## Trainerkarriere
Nach seiner Laufbahn als Spieler, widmete sich Kranjčar dem Geschäft als Fußballtrainer. Dabei war er zuerst in Österreich für den SV Wienerfeld zuständig, bevor er bald darauf den SK Austria Klagenfurt trainierte. In Klagenfurt konnte er den freien Fall der ehemaligen Erstligamannschaft nicht stoppen und schon ein Jahr später verließ er den Klub wieder. Kranjčar zog es darauf in seine Heimat zurück, wo er die Geschicke beim Erstligaaufsteiger HNK Segesta Sisak übernahm. Kranjčar führte das Team 1992/93 auf einen sicheren zehnten Rang. Im Folgejahr verbesserte sich der Klub auf Platz neun. Kranjčar gute Arbeit blieb auch seinem früheren Klub Dinamo Zagreb, inzwischen in Croatia Zagreb umbenannt, nicht unbemerkt und man verpflichtete den Ex-Spieler als Trainer für die Spielzeit 1994/95. Mit einem Punkt Rückstand auf Hajduk Split wurde Kranjčar Vizemeister mit seinem neuen Verein. Dafür sicherte man sich den nationalen Pokal. Im Endspiel wurde NK Varteks Varaždin mit 2:0 und 1:0 bezwungen. Im Jahr darauf verteidigte man diesen Titel und wurde Meister. Nach dem Double zog es Kranjčar wieder nach Österreich, wo er kurzzeitig Trainer des FC Linz wurde. Bald darauf kehrte er wieder nach Kroatien, um dort Mannschaften wie NK Slaven Belupo Koprivnica, nochmals HNK Segesta Sisak und NK Samobor zu trainieren, ohne jedoch bedeutende Erfolge verbuchen zu können. Erst als er 1998 wieder zu Croatia Zagreb wechselte, schaffte der Fußballlehrer zum zweiten Mal nach 1996 das Double. Trotzdem trennte sich die Wege beider schnell wieder.
1999 lockten die Verantwortlichen des Al-Masry Kranjčar nach Ägypten. Schon 2000 unterzeichnete er beim slowenischen Verein NK Mura. Nach einem kurzen Intermezzo zog es den Trainer in die kroatische Heimat, wo er erst NK Marsonia Slavonski Brod trainierte und bald darauf den NK Zagreb. Mit diesem Klub schaffte er 2002 die große überraschen, nachdem diese als erstes Team neben den dominanten Vereinen NK Dinamo Zagreb und Hajduk Split kroatischer Meister wurde. Mit dem später in Deutschland spielenden Stürmer Ivica Olić stellte das Team zudem den besten Torschützen der Liga. Mit 71 eigenen Treffern und 24 Gegentoren war NK Zagreb auch in diesen beiden Vergleichen das beste Team der Liga. Trotz dieses Erfolges war Kranjčar in der Saison 2002/03 für Ligakonkurrenten HNK Rijeka zuständig, bevor er 2003/04 für ein Jahr zu NK Zagreb zurückkehrte. Jedoch konnte er mit dem Team nicht an die Leistungen von 2002 anknüpfen.
Nach der für die kroatischen Nationalmannschaft enttäuschend verlaufenden Europameisterschaft 2004 wurde Kranjčar Nachfolger von Otto Barić. Der Trainer schaffte es mit seiner Mannschaft vor Schweden und Bulgarien Gruppensieger zu werden und die damit verbundene Teilnahme an der Weltmeisterschaft 2006 in Deutschland. Ohne Sieg in der Vorrunde, schied die Mannschaft dort bereits frühzeitig aus und der kroatische Verband trennte sich von seinem WM-Trainer. Kranjčar wurde darauf von Slaven Bilić ersetzt. Fortan betreute der Trainer verschiedene Mannschaften in verschiedenen Ländern für unregelmäßige Zeitabschnitte. Im Februar 2010 wurde Kranjčar dann als neuer Trainer der Nationalmannschaft von Montenegro vorgestellt. Er sollte das Team zu der erstmaligen Teilnahme an einer Europameisterschaft, der EM 2012 führen. Dabei nahm Montenegro erstmals an einer EM-Qualifikation teil. Nach drei Siegen und zwei Unentschieden, darunter ein 0:0 im Wembley-Stadion gegen England, zum fünften Spieltag der Gruppe G trennte sich im September 2011 der montenegrinische Fußballverband von Kranjčar, nachdem dieser am sechsten Spieltag eine unerwartete Niederlage gegen Wales einstecken musste. Unmittelbar darauf wurde er im Herbst 2011 zum Trainer von Sepahan Isfahan im Iran bestellt und konnte in seiner ersten Saison in der Iranian Pro League den Gewinn der Meisterschaft feiern, nachdem im Frühjahr ein Neun-Punkte-Rückstand aufgeholt wurde.
Im Jahr 2016 wurde er Trainer des kroatischen Vereins Dinamo Zagreb, mit dem er sich für die Champions League qualifizierte. Am 17. September 2016 trat er zurück.

## Trivia
Kranjčars Sohn Niko Kranjčar war ebenfalls Fußballprofi, unter anderem bei Tottenham Hotspur, und kroatischer Nationalspieler. Als Trainer der kroatischen Nationalmannschaft trainierte Kranjčar zeitweise auch seinen Sohn.

## Erfolge

### Als Spieler
- 1 × Jugoslawischer Meister mit Dinamo Zagreb: 1982
- 2 × Jugoslawischer Pokalsieger mit Dinamo Zagreb: 1980, 1983
- 2 × Österreichischer Meister: 1987, 1988
  - 3 × Vizemeister: 1984, 1985, 1986
- 3 × Österreichischer Cupsieger: 1984, 1985, 1987
  - 3 × Finalist: 1986, 1990, 1991
- 1 × Finale im Europacup der Cupsieger: 1984/85
- 3 × "Team der Saison" 1985, 1986, 1988 (Krone & Kurier)

### Als Trainer
- Kroatischer Pokalsieger mit Croatia Zagreb: 1995, 1996, 1998
- Kroatischer Meister mit Croatia Zagreb: 1996, 1998
- Kroatischer Meister mit dem NK Zagreb: 2002
- Iranischer Meister mit Sepahan Isfahan: 2012